# 安中城

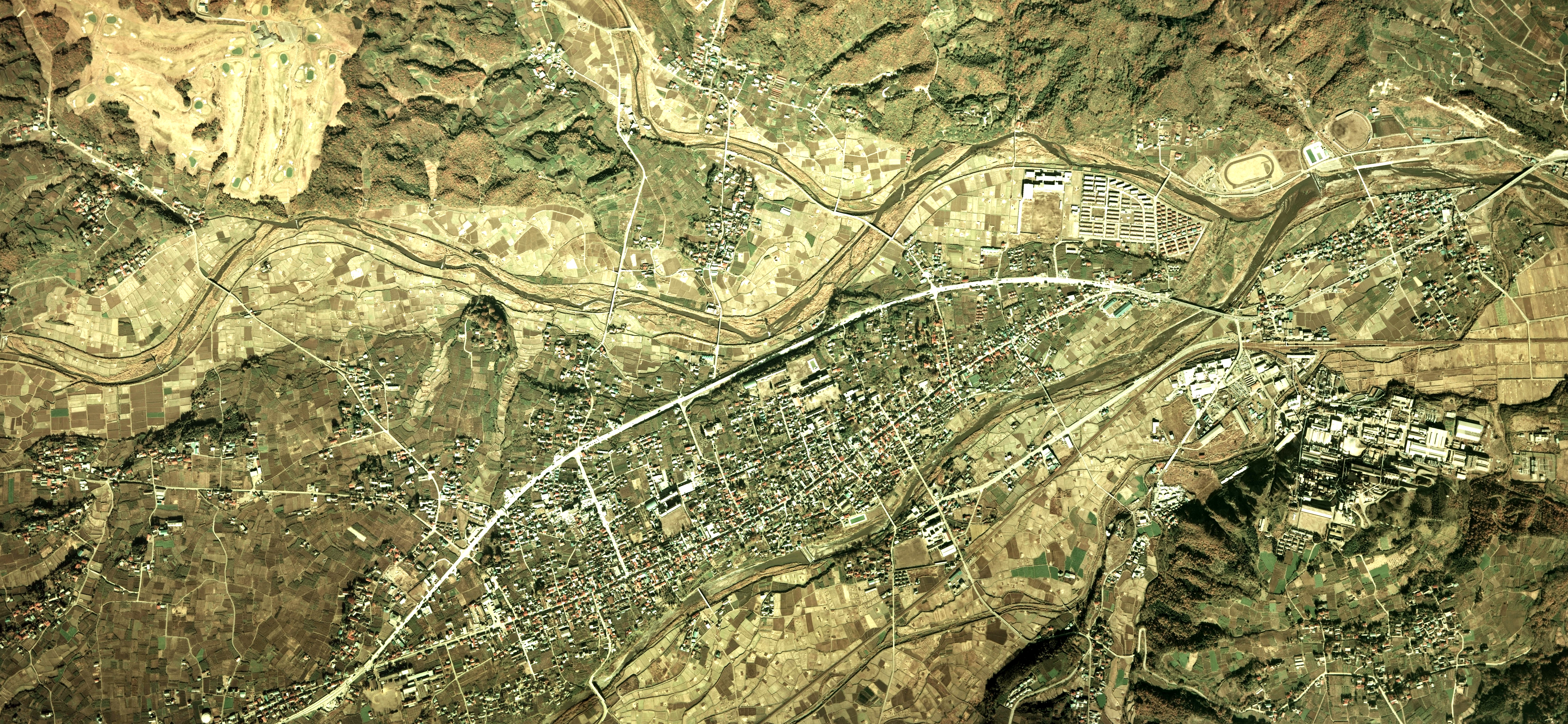
安中城周辺の空中写真。1975年撮影の4枚を合成作成。
。

安中城（あんなかじょう）は、上野国碓氷郡安中（現・群馬県安中市安中）にあった戦国時代・江戸時代の日本の城。江戸時代には安中藩の藩庁が置かれた。別名の扇城（おうぎじょう）は、本丸の御殿を要として、他の城地が東西南の三方に扇のように広がっていることに由来している。

## 略史
近世に成立した『和田記』『上野志』によれば、永禄2年（1559年）4月、原市の榎下城主・安中左近忠成が、それまで窪庭図書がいた野尻の地に移り地名を安中に改め安中城を築いたとされている。また永禄6年（1563年）2月に武田信玄の攻勢を受け松枝城と安中城は落城し、忠成の父・越前守忠正は切腹し忠成は信玄に降伏して安中を安堵されたともある。
同時代史料における安中城の初見は弘治2年（1556年）11月16日の足利義氏感状写であり、永禄年間の史料に見える安中氏の人物は越前守重繁と左近大夫景繁である。
安中氏は永禄4年（1561年）時点では上杉謙信に属していたものの（『関東幕注文』）、永禄6年（1563年）2月には武田方となっている。武田信玄が安中に攻め寄せたのは史料によれば永禄5年（1562年）のことであり、5月時点では信玄は安中を攻略できていなかったものの、9月ごろには安中は武田氏に服属したものとみられる。なお越前守重繁は武田氏への服属後も存命であったが、隠居して家督を景繁に譲ったとみられる。
武田氏のもとで安中氏は安中城主の地位を保ったものの、安中景繁は天正3年（1575年）の長篠の戦いで戦死し、七郎三郎が跡を継いだ。
天正10年（1582年）3月、織田・徳川連合軍の武田領侵攻（甲州征伐）により、上野国を鎮撫した織田勝長が入城した。上野国は滝川一益に与えられ、他の武将ら同様、安中左近（七郎三郎）も一益に服属し、一益は5月に安中町郷宛て定書を発している。しかし6月に本能寺の変が発生し、神流川の戦いで一益が敗れたことで北条氏邦が上野国に侵入し西上野を支配下に収めている。氏邦は天正13年（1585年）閏8月に足利から坂本まで伝馬を定めて安中を伝馬宿の一つとしている。
天正18年（1590年）4月、小田原征伐に伴う豊臣軍の攻勢により松井田城が落城、その影響で上野国内の各城が続々と降参、上野国は秀吉の支配下となった。なお安中城主・安中景繁（七郎三郎の誤りか）は小田原城を脱走し秀吉に降っている（『日本戦史小田原役』）。
天正18年（1590年）徳川家康が関東の地に入封。
慶長19年（1614年）、井伊家が安中に入封し、安中城の普請と町割りを行った。『上野志』によれば安中城は田畑にされてしまっており、『安中記』は城内の住人を谷津村に移住させたのが今の上野尻村であるとしている。
安中藩は井伊家2代（3万石）、のち水野家2代（2万石）、堀田家1代（2万石→4万石）、板倉家2代（2万石）、内藤家2代（2万石）、再び板倉家6代（2万石→3万石）と続き、板倉主計守勝殷の時に明治維新を迎えている。歴代藩主の中で著名なのは堀田正俊と板倉勝清であり、それぞれ老中を勤めている。
明治維新後に安中城は取り壊されるが、その時期は明治5年（1872年）から明治7年（1874年）まで記録がありはっきりしないが、明治5年の段階で取り壊しが決定されたものとみられる。

## 構造
中世の安中城は九十九川の河岸段丘上に築かれた城で、東西900メートル、南北400メートルの規模であった。現在の安中市文化センターの場所に位置した本丸は東西170メートル、南北110メートルの規模で、崖に面した北側以外の三方には空堀をめぐらしてあった。本丸の北西に櫓台（烽火台）があったが安中バイパスの建設によって削られている。
近世の安中城は大きく分けて本丸・二の丸・家臣の住居という構造になっていた。御殿のあった本丸は現在の安中市文化センターと安中小学校校舎の部分であり、小学校校庭南部分にあたる二の丸には複数の蔵があった。安中城の出入口は3箇所があり、町口門が現在の旧碓氷郡役所の前にあり安中宿に通じており、東門は熊野神社の前、西門は妙光院の手前にあった。町口門から西門に通じる現在群馬県道132号となっている通りを大名小路と呼び、安中藩郡奉行役宅、安中藩武家長屋（いずれも安中市指定重要文化財）が復元されている。なお安中城には天守閣はなく、御殿も茅葺であり、いわゆる陣屋づくりの城であった。

## 遺構
遺構として、専門家の検証はなされていないが、市内熊野神社に城門が1棟、民家に城門が都合それぞれ2棟、そして市内民家に武器庫が現存している。
安中城には町口門から北に進んだ場所、大手門の東に太鼓櫓があり、太鼓を叩いて時を知らせていた。太鼓は現在「安中様の大太鼓」として安中市の重要文化財となっている。